# I Vuelta de 9 de Julio
La I Vuelta Ciudad de 9 de Julio fue una carrera de automóviles argentina realizada en el circuito semipermanente que unía las localidades de 9 de Julio, Bragado y 25 de Mayo a la cual le siguieron la segunda y tercera en 1960 y 1961 respectivamente.[cita requerida]

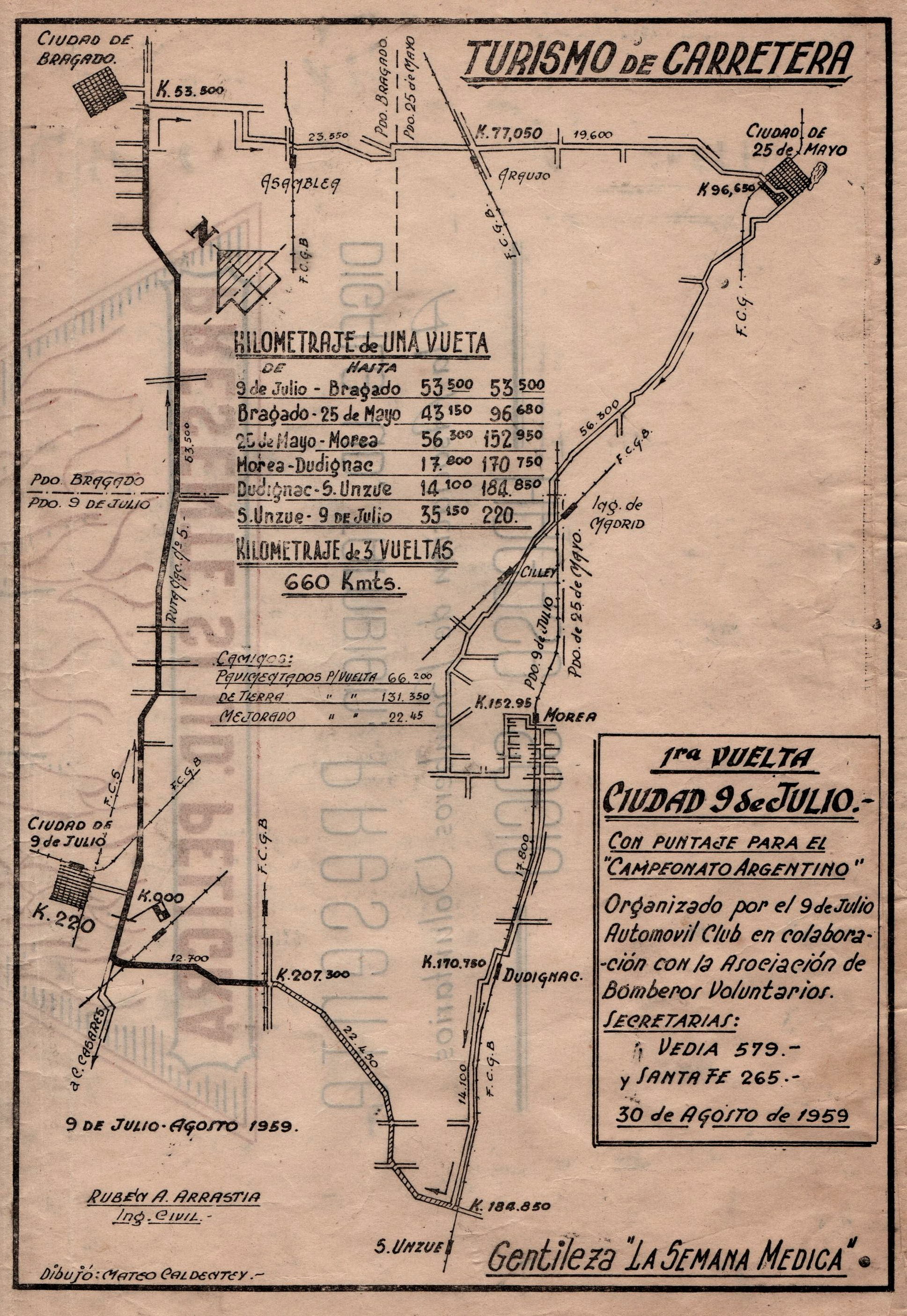
Mapa del circuito.

Esta competencia automovilística estuvo organizada por el Nueve de Julio Automóvil Club y la Asociación Bomberos Voluntarios, e incorporada al calendario de carreras con puntaje para el campeonato argentino de Turismo Carretera dando inicio a una larga relación de la categoría con la Ciudad de 9 de Julio.[cita requerida]

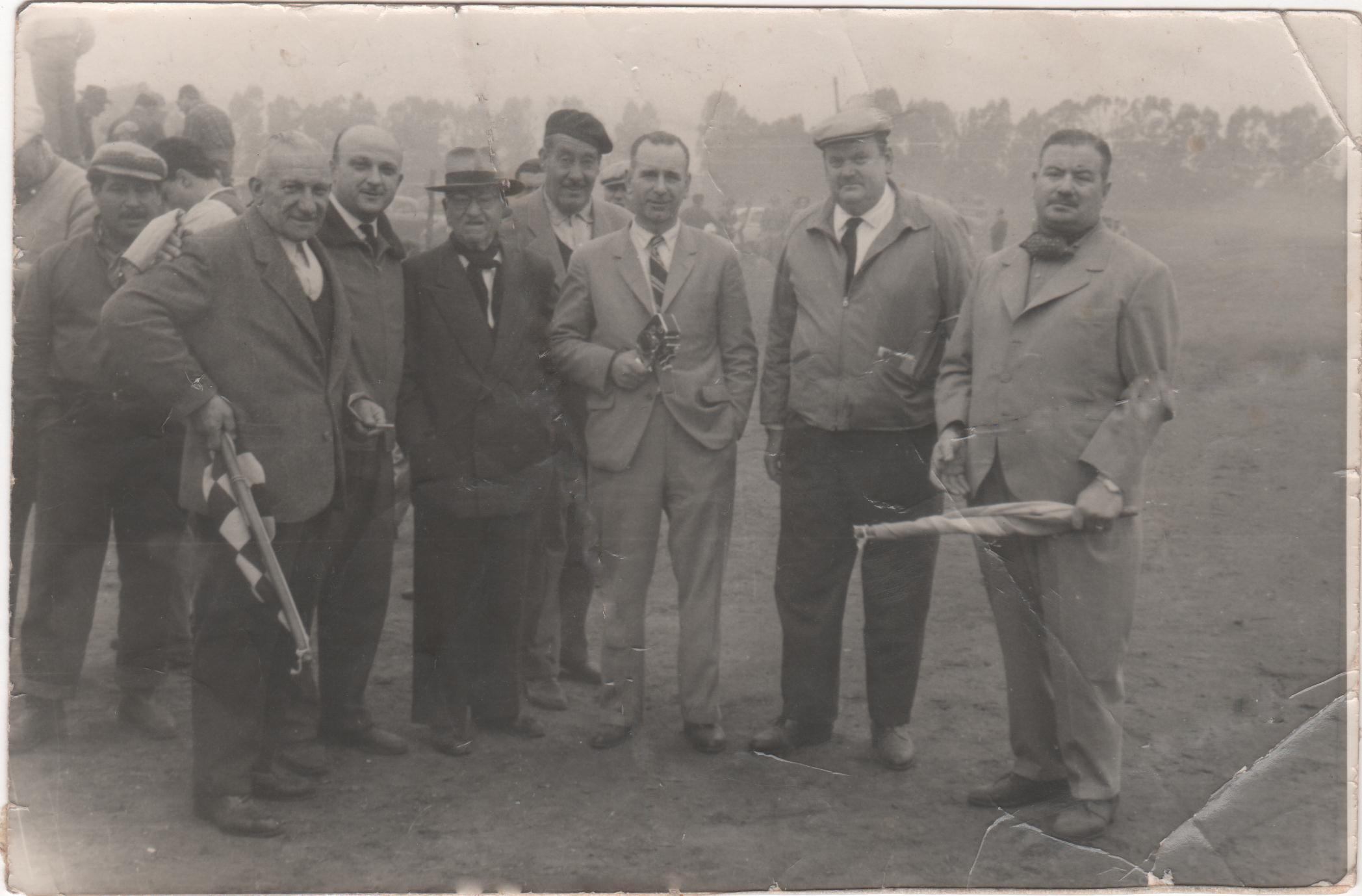
J. Plini, G. Pessaresi, A. Michelini, A. Fernandez, E. Bengoa, G. Gassman y L. Mondelli. Integrantes de la Comisión Organizadora

Para la organización del evento se formó una comisión entre los que figuraban, como presidente honorario: A. Poratti, presidente Dr. L. Conosciuto, en la subcomisión ruta y reglamento Agrim. L. T. Mondelli y J. Plini, en la subcomisión médica Dres. S. Meli y N. Moscato,  Comisario deportivo fue el Dr. F. Nery; también se conformaron diferentes subcomisiones como de prensa y propaganda, de finanzas, de orientación mecánica, de fiestas, de recepción y hospedaje, etc.[cita requerida]
Las pruebas clasificatorias se realizaron en el circuito del campo municipal, donde actualmente se emplaza el Autódromo Ciudad de 9 de Julio; concluida esta se ofreció una cena de camaradería en los salones del Club Español y un baile de presentación en el Club Atlético 9 de Julio.
La carrera consistió en tres vueltas al circuito lo que sumó una distancia a recorrer de 679,140 km. la prueba se disputó en una sola etapa la que fue ganada por Juan Gálvez con Ford. Luego de la misma; para la entrega de premios se organizó un baile de gala amenizado por dos conjuntos orquestantes. En todos estos actos estuvieron presentes los más destacados deportistas de la época como Juan Manuel Fangio, R. Riganti, Oscar Alfredo Gálvez, Carlos Alberto Menditéguy y E. H. Blanco, entre otros.[cita requerida]
Los que subieron al podio fueron:
| Pos. | Piloto          | Marca     | Tiempo   |
| ---- | --------------- | --------- | -------- |
| 1    | Juan Gálvez     | Ford      | 4.47:18s |
| 2    | Marcos Ciani    | Chevrolet | 4.54:06  |
| 3    | Ernesto Baronio | Ford      | 5.00:50  |